# Anomastraea irregularis
Anomastraea irregularis von Marenzeller, 1901 è una madrepora della famiglia Coscinaraeidae. È l'unica specie nota del genere Anomastraea.

## Descrizione
È una specie coloniale che forma aggregazioni, spesso di forma conica, di colore dal grigio-bluastro al crema.
I coralliti hanno pareti sottili, con setti spaziati e uniformi, dai margini irregolarmente fusi.

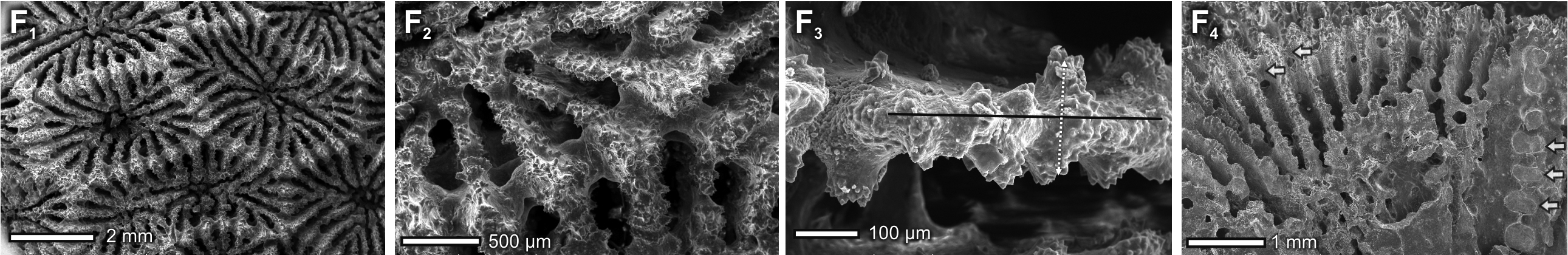
Visione a diversi ingrandimenti dei setti

I polipi hanno tentacoli retrattili di colore brunastro.

## Distribuzione e habitat
Anomastraea irregularis è diffusa sui fondali della costa dell'Africa orientale, nel mar Rosso meridionale, nel golfo di Aden, e in tutto il versante occidentale dell'oceano Indiano, sino all'India nord-occidentale, comprese le isole Comore, le Mayotte, il Madagascar, le Maldive, Mauritius, Réunion e le Seychelles.

## Tassonomia
Il genere Anomastraea, assieme a Coscinaraea e Horastrea, veniva inquadrato in passato nella famiglia Siderastreidae; sulla base dei risultati di uno studio filogenetico molecolare, tutti e tre i succitati generi sono attualmente inquadrati nella famiglia Coscinaraeidae.

## Conservazione
La Lista rossa IUCN classifica Anomastraea irregularis come specie vulnerabile.